# Spin (formație)
Spin este o formație muzicală din România.
A apărut pe piața muzicală din România în anul 2004 în urma participării la preselecția concursului Cerbul de Aur.
Lansând pe piață melodia „Nimeni pe drum”, Roxana, Marius, Sorin, George și Cătălin au ajuns rapid pe primele poziții ale topurilor de specialitate.